# Johnny Mad Dog
Johnny Mad Dog es una película de guerra franco-liberiana de 2008 dirigida por Jean-Stéphane Sauvaire y basada en la novela Johnny Chien Méchant (2002) del autor congoleño Emmanuel Dongala. Cuenta la historia de un grupo de niños soldados que lucharon por los rebeldes Liberianos Unidos por la Reconciliación y la Democracia (LURD) en 2003, durante la última parte de la Segunda guerra civil liberiana.

## Sinopsis
El adolescente rebelde Johnny Mad Dog lidera el pequeño grupo de chicos comandados por el mayor General Never Die, que les da cocaína. La película sigue la marcha del grupo hacia la capital, Monrovia, de manera realista mientras se mueven por una serie de ciudades y pueblos, donde aterrorizan y a menudo ejecutan a la población. Se describe a los soldados como casi salvajes, cometiendo actos de pillaje y violación, con escasa consideración incluso por sus propias vidas. Llevan una variedad de atuendos extravagantes, que incluyen alas de mariposa y un vestido de novia, y tienen apodos como No Good Advice, Captain Dust to Dust y Chicken Hair.

## Producción
Los actores tenían en su mayoría de 10 a 15 años, incluidos Christopher Minie, Daisy Victoria Vandy, Dagbeh Tweh, Barry Chernoh, Mohammed Sesay y Joseph Duo. Todos eran desconocidos cuando fueron escogidos para la película, algunos eran ex niños soldados.